# Farnova Automotive
Farnova Automotive – dawny chiński producent elektrycznych hipersamochodów i autobusów, z siedzibą w Shenzhen, działający w latach 2019–2022.

## Historia
W 2019 roku w chińskim mieście Shenzhen utworzone zostało nowe przedsiębiorstwo Farnova Automotive, które powstało z inicjatywy Guo Gelina, zamożnego właściciela firmy Farnova Yacht specjalizującej się w luksusowych łodziach, jachtach i przyczepach kempingowych. Za cel dla motoryzacyjnego oddziału obrano rozwój zarówno samochodów elektrycznych, jak i dużych autobusów o takim samym napędzie. Jeszcze w 2019 roku Farnova Automotive zawarło strategiczny sojusz z innym chińskim producentem elektrycznych poazdów, Qiantu Motor, na polu produkcji i współpracy technologicznej.
We wrześniu 2021 Farnova przedstawiła swoje plany produktowe, prezentując zarówno przedprodukcyjny prototyp elektrycznego autobusu Farnova Lightweight 12M. Ponadto, przedsiębiorstwo zaprezentowało także swój flagowyy model w postaci elektrycznego hipersamochodu, Farnova Othello. Pojazd ma powstać w limitowanej puli 200 sztuk z ceną 1,86 miliona juanów za każdą z nich. Projektu nie udało się zrealizować, a Farnova ogłosiła upadłość w 2022 roku.

## Modele samochodów

### Historyczne
- Othello (2022)